# Wojciech Radziwiłł
Wojciech Radziwiłł „Jałmużnik” (lit. Vaitiekus Albertas Radvila I) herbu Trąby (ur. 1478, zm. 5 lipca 1519 w Werkach) – biskup łucki w latach 1499–1508, biskup wileński w latach 1508–1519, senator I RP w latach 1499–1519.

## Biografia

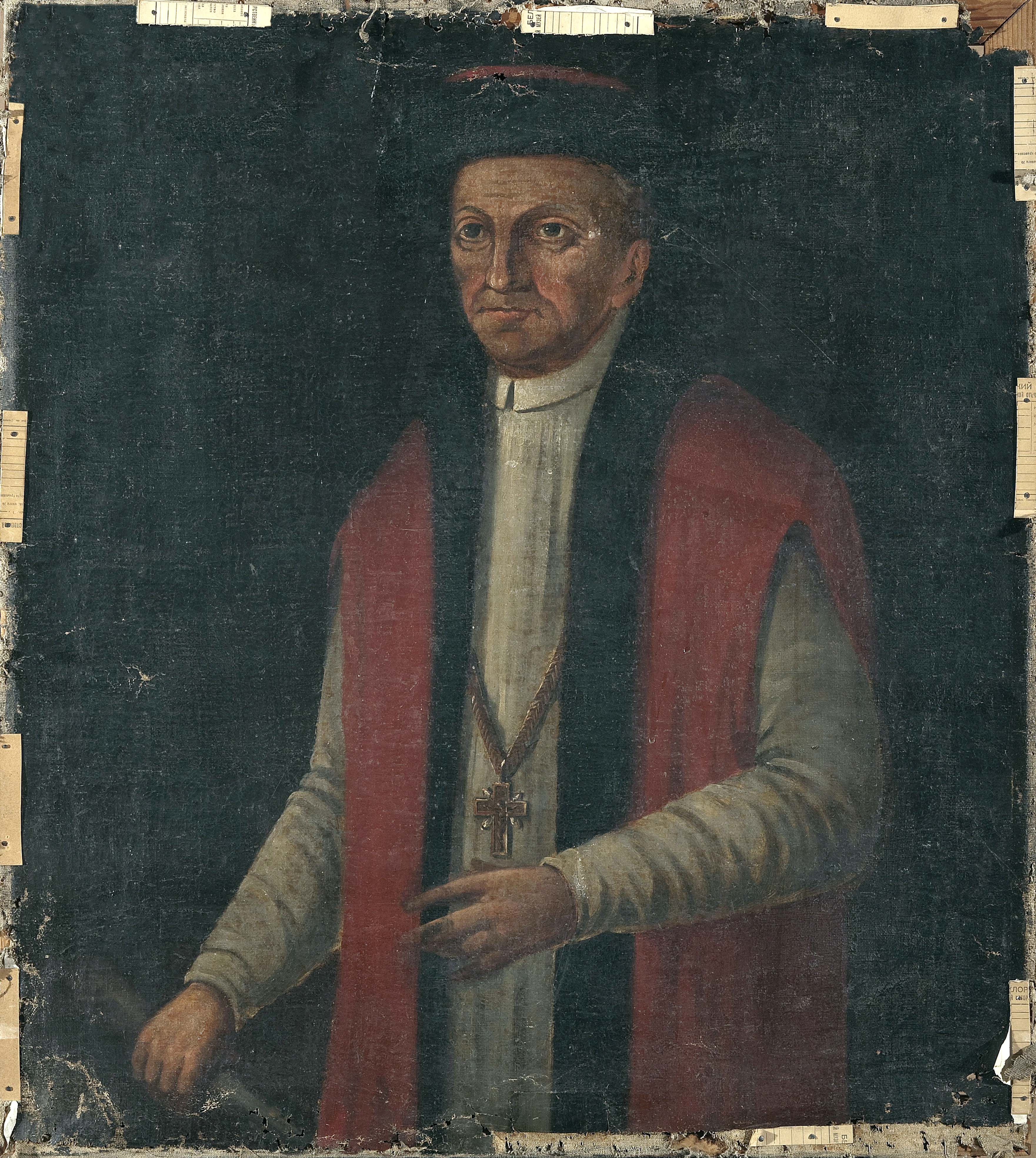
Portret Wojciecha I Radziwiłła z XVIII wieku

Wojciech był pierwszy pobożnym członkiem rodu Rawdziwiłłów, nie wiemy prawie nic o jego dzieciństwie i młodości, jako że wkroczył na arenę historyczną dopiero w związku z faktycznym przeniesieniem go do biskupstwa łuckiego. Jego ojciec Mikołaj Radziwiłłowicz rozpoczął karierę polityczną w 1481 roku, niewątpliwie to on podjął udane kroki w stosunku do króla Aleksandra Jagiellończyka w celu nominowania swojego syna Wojciecha na duchownego do jednej z diecezji w państwie. Decyzję władcy poparł papież Aleksander VI.
Pięcioletnie panowanie Wojciecha Radziwiłła w Łucku nie pozostawiło zbyt wielu śladów w zachowanych źródłach. Wydaje się, że wkrótce po otrzymaniu święceń biskupich udał się do Rzymu, gdzie został przyjęty na audiencji przez nowego papieża Juliusza II. Zapewne przy okazji wyjazdów zagranicznych pogłębiał swoje wykształcenie teologiczne. Do Polski wrócił prawdopodobnie w 1506 roku, gdy zmarł Aleksander Jagiellończyk, został wówczas oddelegowany do Sejmu Wyborczego, który miał się odbyć w listopadzie tego roku. Jednak przybył tam dopiero na początku grudnia 1506 roku – po wyborze na tron Zygmunta I. W koronacji nowego monarchy w Krakowie w dniu 24 stycznia 1507 r. prawdopodobnie nie brał udziału. Kilka miesięcy później król Zygmunt I przeniósł go z pełnionej roli w Łucku do Wilna, na miejsce zmarłego 27 marca 1507 r. biskupa Wojciecha Tabora, co następnie zostało zatwierdzone przez papieża Juliusz II w dniu 10 września 1507 roku.
Wojciech Radziwiłł rządził w diecezji wileńskiej przez dwanaście lat. W okresie lat 1514–1516 miał okazję uczestniczyć w spotkaniach Soboru Laterańskiego V w Rzymie. W swej diecezji ożywił wiele kościołów i kaplic, a w 1512 r. został mianowany pierwszym biskupem pomocniczym (sufraganem) w Wilnie. Wojciech Radziwiłł był także aktywnym uczestnikiem życia politycznego kraju, był członkiem Rady Wielkich Książąt, a także krewnym największych urzędników państwowych. Zasłynął jako dobroczyńca ubogich, otrzymując od swoich potomków przydomek „Jałmużnik”.
Zofia Holszańska w swoim testamencie z 29 lipca 1518 r. przyznała Wojciechowi 100 dukatów, przeznaczając je na tzw. trycezymy, czyli trzysta mszy za swą duszę, największą sumę 1000 dukatów przyznała zaś swojemu synowi Pawłowi, a czterysta dukatów otrzymał król, Zygmunt I Stary.
Zmarł w Werkach w 1519 roku, najprawdopodobniej 5 lipca, został pochowany w katedrze wileńskiej. Kilka lat później jego rodzina wzniosła w niej upamiętniający go nagrobek, który nie zachował się do czasów obecnych.

## Życie prywatne
Był synem Mikołaja Radziwiłłowicza h. Trąby i Zofii Anny Moniwid h. Leliwa. Miał czwórkę rodzeństwa; Mikołaja, Annę, Jana i Jerzego.